# SC Velbert
Der SC Velbert (offiziell: Sportclub Velbert e.V. 2004) ist ein Fußballverein aus Velbert im Kreis Mettmann. Der Verein entstand im Jahre 2003 durch die Fusion der Vereine Borussia Velbert und TVG Langenhorst. Die erste Mannschaft spielte von 2018 bis 2022 in der Oberliga Niederrhein.

## Geschichte

### Stammverein Borussia Velbert
Der Verein Borussia Velbert wurde im Jahre 1906 gegründet. In der Saison 1939/40 erreichten die Borussen die Aufstiegsrunde zur seinerzeit erstklassigen Gauliga Niederrhein, scheiterten dort allerdings am VfR Ohligs. Nach dem Ende des Zweiten Weltkrieges spielten die Velberter in den Spielzeiten Saison 1953/54 und 1955/56 in der Landesliga, die damals die höchste niederrheinische Amateurliga bildete. Die 1956 eingeführte Verbandsliga Niederrhein wurde verpasst.

### Stammverein TVG Langenhorst
Im Januar 1954 wurde der Verein als SC Velbert Nord gegründet. Mitte 1955 erfolgte die Umbenennung in SC Langenhorst. Im Jahre 1997 kam es zur Fusion mit dem TVG 1887 Velbert zur TVG Langenhorst. Sportlich erreichten die Langenhorster die Bezirksliga.

### Nach der Fusion
Der SC Velbert startete in der Saison 2003/04 in der Bezirksliga. Dort wurde die Mannschaft 2005 und 2007 jeweils Vizemeister hinter dem SV Essen-Burgaltendorf bzw. dem FSV Vohwinkel. Im Jahre 2009 gelang dann der Aufstieg in die Landesliga. Nach dritten Plätzen in den Jahren 2015 und 2016 wurden die Velberter 2018 Vizemeister hinter dem TSV Meerbusch und stiegen erstmals in die Oberliga Niederrhein auf. Dort kam es in der Saison 2018/19 erstmals zum Lokalderby mit der SSVg Velbert. Beide Ligaspiele konnte der Sportclub vor jeweils rund 2000 Zuschauern gewinnen (1:0 und 2:1). Im Jahre 2022 stiegen die Velberter wieder in die Landesliga ab.

## Stadion
Spielstätte des SC Velbert ist die BLF-Arena. Ursprünglich hieß der Sportplatz Böttinger-Platz.

## Persönlichkeiten
- Kassandra Potsi
- Peter Radojewski